# Techelsdorf
Techelsdorf er en kommune og en by i det nordlige Tyskland, beliggende i Amt Flintbek i den østlige del af Kreis Rendsborg-Egernførde. Kreis Rendsborg-Egernførde ligger i den centrale del af delstaten Slesvig-Holsten.

## Geografi
Techelsdorf er beliggende ca. 10 km syd for Kiel ved den øvre del af Ejderen. Mod vest løber Bundesautobahn 215 mod Neumünster, mod øst Bundesstraße 404, der længere mod syd bliver til Bundesautobahn 21 mod Lübeck.